# Rhiscosomides mineri
Rhiscosomides mineri är en mångfotingart som beskrevs av Filippo Silvestri 1909. Rhiscosomides mineri ingår i släktet Rhiscosomides och familjen Rhiscosomididae. Inga underarter finns listade i Catalogue of Life.